# Мерлин, Александр Юльевич
Александр Юльевич Мерлин (родился 25 июня 1925 года в Ленинграде) — драматург, поэт, музыкант, композитор, автор музыкальных фельетонов, куплетов, песен (всего около двух тысяч).

## Биография
Дебютировал на эстраде как автор-исполнитель в 1946 году, работал от разных филармоний страны. Музыкальная одаренность определила основное направление его работы как сочетание музыки и слова. В 1958 окончил Музыкальное училище при Ленинградской консерватории. Работал для коллектива А. Блехмана (программа «По разным адресам», 1955 и др.). Писал не только стихи, но и музыку: «Случай на Каме», «Письмо американскому солдату» и др. Множество куплетов написано Мерлиным для А. Шурова и Н. Рыкунина (целые программы «Маленькие обиды большого города» (1954), совместно с М. Купи; «С шуткой под парусами» с Я. Зискиндом и Н. Рыкуниным (1976), особый успех имели куплеты «Романтики»). Писал куплеты и частушки для П. Рудакова и В. Нечаева, для Л. Мирова и М. Новицкого, для конферансье М. Гаркави, О. Александрова, «мхэты»(интермедийные сценки, короткие, двухминутные инсценированные анекдоты для двух актёров) для А. Райкина, большие музыкальные фельетоны для Б. Бенцианова и др. 
Песни на стихи и музыку Мерлина исполняли Клавдия Шульженко — «Марчеллино», «Осень»; Эдуард Хиль— «Мужской разговор» (стихи Мерлина, музыка В. Дмитриева), Михаил Боярский — «Весёлый ковбой» (те же авторы) и другие исполнители.
Вместе с режиссёром А. Белинским автор пьес «Осеннее танго» и «Брызги шампанского (Санкт-Петербургский театр кукол») и «Красотки кабаре» (1995) (Московский драматический театр имени А. С. Пушкина).
Дипломант Всероссийского конкурса артистов эстрады (1960) как автор-исполнитель;  лауреат первой премии на Всесоюзном смотре эстрадной публицистики (1984) за новеллу «Три встречи».
Последние годы живёт в Мюнхене, где ведёт активную творческую деятельность и руководит  "Интернациональным театром песни".
Участник Великой Отечественной войны, служил в пограничных войсках на Дальнем Востоке. Участвовал в войне с Японией в августе — сентябре 1945 года.
15 июня 2025 года в Мюнхенской еврейской общине состоялся юбилейный вечер, посвящённый столетию Александра Мерлина. В течение трёх с половиной часов юбиляр не только принимал многочисленные поздравления и подарки, но и активно участвовал в праздничной программе.

## Участие в творческих и общественных организациях
- Член Содружества русскоязычных литераторов Германии (СЛоГ)[4]

## Награды
Награждён медалями «За победу над Японией», «За оборону Ленинграда», «75 лет Победы в Великой Отечественной войне».